# Korzeń (Białoruś)
Korzeń (biał. Корань; ros. Корень) – agromiasteczko na Białorusi, w obwodzie mińskim, w rejonie łohojskim. W 2009 roku liczyła 344 mieszkańców. Wchodzi w skład sielsowietu Hajna.

## Położenie
Korzeń znajduje się 10 km na północ od Hajny i 17 km na północny zachód od Łohojska. Miejscowość leży na Wysoczyźnie Mińskiej, w pobliżu znajduje się kilka wzgórz o wysokości 200-280 metrów. Korzeń położony jest na dziale wód zlewni morza Czarnego i Bałtyku - obok wsi znajdują się górne biegi rzek Hajna (dorzecze Dniepru) i Ilia (dorzecze Niemna). Przez agromiasteczko przebiega droga Hajna-Pleszczenice.

## Historia
Korzeń to jedna z najstarszych osad w rejonie Łohojska, jej historia sięga XIV wieku. Pierwsza wzmianka o wsi pochodzi z 1395 r., kiedy to została podarowana przez wielkiego księcia Witolda nowo powstałej kapitule katedralnej św. Stanisława w Wilnie. Korzeń przez kilka wieków należał do kapituły katedry wileńskiej. W 1575 roku wybudowano tu drewniany kościół, który otrzymał status kościoła filialnego przy kościele w Hajnie. W 1605 roku świątynia uzyskała status parafialnej. W wyniku reformy administracyjno-terytorialnej w Wielkim Księstwie Litewskim w połowie XVI wieku osada weszła w skład powiatu mińskiego województwa mińskiego.
W czasie wojny polsko-rosyjskiej w latach 1654-1667 świątynia spłonęła, w 1730 wybudowano nowy drewniany kościół katolicki i konsekrowano ku czci Wniebowzięcia Najświętszej Maryi Panny. Świątynia ta została zniszczona podczas II wojny światowej. Oprócz katolików Korzeń zamieszkiwała także ludność prawosławna, jednak ze względu na brak własnej cerkwi prawosławni odprawiali obrzędy w kościele. 
W wyniku II rozbioru Polski w 1793 r. Korzeń znalazł się w granicach Imperium rosyjskiego, w powiecie dokszyckim, a od 1796 r. w powiecie borysowskim.
W 1919 r. Korzeń wszedł w skład BSRR, gdzie 20 sierpnia 1924 r. stał się siedzibą sielsowietu. W 1960 r. sielsowiet zlikwidowano i przyłączono do sielsowietu Hajna.
Od 1941 r. do 1944 r. Korzeń znajdował się pod okupacją niemiecką. Wśród ofiar hitlerowskiej akcji karnej w Chatyniu, która miała miejsce 22 marca 1943 r., większość stanowili wierni parafii rzymskokatolickiej wsi Korzeń, do której w tym czasie należała również wieś Chatyń.

## Parafia rzymskokatolicka
Parafia leży w dekanacie wilejskim archidiecezji mińsko-mohylewskiej. Kościół w Korzeniu istniał od 1575 roku. Parafia powstała w 1605 r. W latach 1730–1943 istniał drewniany kościół Wniebowzięcia Najświętszej Maryi Panny. Od 22 września 1941 r. administratorem parafii był ks. Henryk Hlebowicz. 7 listopada 1941 r. został aresztowany przez białoruską policję i przewieziony do aresztu w Borysowie. 9 listopada został rozstrzelany w lesie koło Borysowa. Obecnie (2017 r.) parafia organizuje się na nowo. Wierni uczestniczą w nabożeństwach w prywatnym domu. Na miejscowym cmentarzu jest pochowany Dominik Łucewicz, ojciec pisarza Janka Kupały. 

Galeria
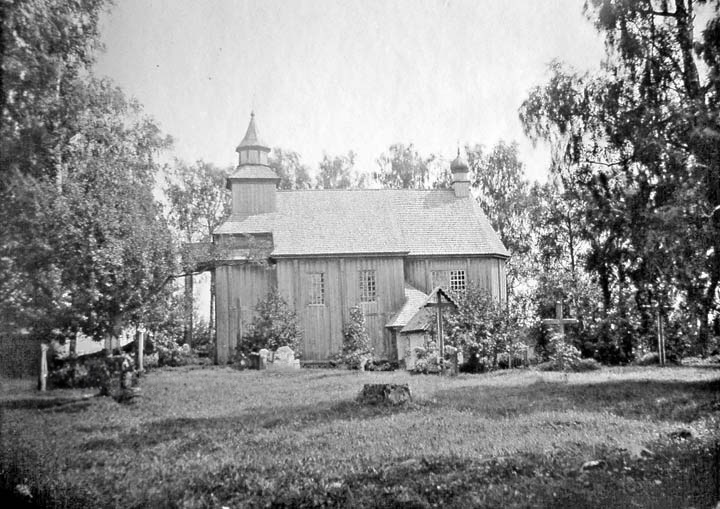
Kościół Wniebowzięcia Najświętszej Maryi Panny około 1900 r.
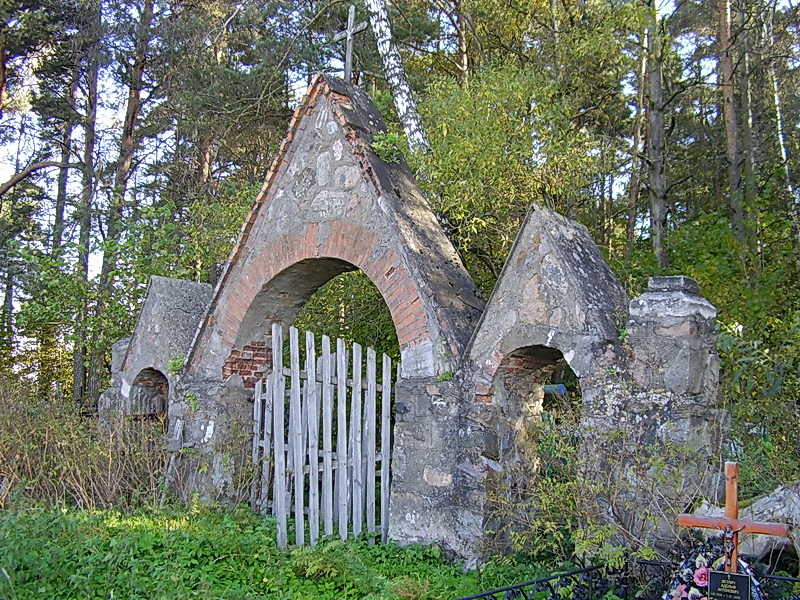
Brama cmentarza katolickiego